# ذو رايمة (يريم)

تعديل مصدري - تعديل

ذو رايمة محلة تابعة لقرية بيت الدعوس، التابعة لعزلة بني مسلم بمديرية يريم إحدى مديريات محافظة إب في الجمهورية اليمنية.، بلغ تعداد سكانها 25 حسب تعداد اليمن لعام 2004.